# Monastère de Kamenica
Le monastère de Kamenica (en serbe cyrillique : Манастир Каменица ; en serbe latin : Manastir Kamenica) est un monastère orthodoxe serbe situé à Kamenica, dans le district de Nišava et sur le territoire de la ville de Niš en Serbie.
Le monastère est dédié à saint Georges.

## Présentation
Le monastère a été construit après la chute du despotat de Serbie en 1459, à l'emplacement d'un lieu de culte remontant à l'Antiquité ; il a été l'un des monastères les plus importants de la région de Niš pendant le Moyen Âge. Les premières mentions de Kamenica proviennent de documents ottomans datés de 1498, 1515 et 1553. Au XVIe siècle, il abritait une école et on y pratiquait la copie ; en 1515, un moine inconnu a ainsi transcrit le « Minej pour le mois d'août » et, en 1553, le hiérodiacre Arsenije a écrit et décoré le « Minej pour le mois de septembre », qui se trouve aujourd'hui au monastère de Šišatovac dans la Fruška gora. En 1553, les Turcs ont saccagé le monastère mais les moines ont réussi à s'enfuir et à sauver le livre.
Le monastère en ruine a été oublié. En revanche, il a été redécouvert lors de fouilles archéologiques réalisées en 1988 sous la supervision de l'Institut pour la protection du patrimoine de Niš. Des pièces de monnaie turques et autrichiennes ont été retrouvées sur le site, ainsi qu'une croix en fer. Les fondations de l'église ont été mises au jour et ont montré que l'édifice était constitué d'une nef unique prolongée par une abside demi-circulaire et précédée d'un narthex. La pierre de l'autel remontait à la période romaine, tout comme les briques recouvrant le sol de la net et du narthex. Au nord de l'église se trouvait le cimetière.
La nouvelle église du monastère, consacrée à saint Georges, est constituée d'une nef unique ; la façade occidentale est dominée par un clocher-porche carré ; elle a été consacrée en 2005 par l'évêque de l'éparchie de Niš Irinej (Irénée), qui, par la suite, est devenu patriarche de l'Église orthodoxe serbe. À l'est de l'église se trouve le cimetière monastique ; une nouvelle fontaine a été construite, ainsi qu'un pont au-dessus de la rivière.
Le monastère ainsi rénové est devenu un métoque du monastère Saint-Jean-Baptiste de Gornji Matejevac.